# Métropole de Cythère
La Métropole de Cythère (en grec byzantin : Ιερά Μητρόπολις Κυθήρων) est un évêché de l'Église orthodoxe de Grèce. Il est situé sur l'île de Cythère (en grec Kythira) au sud du Péloponnèse, en Grèce. Son siège est la capitale de l'île, Chora.

## La cathédrale
- C'est l'église du Crucifié à Chora de Cythère.

## Les métropolites
- Séraphin (né Stergioulis) depuis le 30 juillet 2005.
- Cyrille (né Christakis) de 1998 à juin 2005.
  - Locum tenens le métropolite Eusthate de Monemvassia et Sparte de 1997 à 1998.
- Jacques (né Théophile Korozis, à Vassiliko de Chalcis en 1927) de 1980 à 1997.
  - Locum tenens à nouveau le métropolite Sotirios (né Kitsos) de Gythio et Itylo de 1979 à 1980.
- Hiérothée (né Dalaris) de 1974 à 1979.
  - Locum tenens le métropolite Sotirios (né Kitsos) de Gythio et Itylo de 1969 à 1974.
- Mélétios (né Galanopoulos) de 1956 à 1969.
  - Locum tenens le métropolite Démétrios (né Théodosis) de Gythio et Itylo de 1946 à 1956.

## Le territoire
Il s'étend sur les deux îles de Cythère (30 paroisses) et Anticythère (1 paroisse).
Ce territoire est très peu peuplé : 3.500 habitants.

## Les monastères

### Monastère d'hommes
- Monastère Saint-Théodore fondé en 1981 (8 moines).

### Monastères de femmes
- Monastère de la Mère de Dieu Souveraine à Karava.
- Monastère Saint-Jean de Kapsalion.

## Les solennités locales
- Fête de saint Théodore de Cythère, moine, le 12 mai.
- Fête de sainte Élèse de Cythère, moniale, vierge et martyre, le 1er août.
- Fête de la Mère de Dieu Myrtidiotissi, dans le sanctuaire situé entre Chora et Mylopotamon, le 24 septembre.

## Les sources
- (el) Le site de la métropole : http://www.imkythiron.gr
- Diptyques de l'Église de Grèce, édition Diaconie apostolique, Athènes (édition annuelle).